# Import One-Stop Shop
Import One-Stop Shop (IOSS) is een regeling voor de inning van de BTW bij e-commerce tussen derde landen en de 27 lidstaten van de Europese Unie. De regeling is geldig sinds 1 juli 2021. Deze regeling kan toegepast worden bij zendingen met een waarde van maximaal 150,00 euro van buiten de EU aan particuliere consumenten in de Europese Unie. Dit systeem helpt de verkopers te voldoen aan aangepaste BTW-regels van de Europese Unie. De IOSS-regeling werd op Europees niveau ingesteld met richtlijn 2017/2455 van 5 december 2017. Registratie voor bedrijven is sinds 1 april 2021 mogelijk op het IOSS-portaal van elke EU-lidstaat, en registratie in één enkele EU-lidstaat is voldoende.

## Context
bij invoer van zendingen van buitenlandse webshops van maximaal 150,00 euro dient er enkel BTW betaald te worden. Voor de inning van de BTW werd er een systeem uitgewerkt waarbij de buitenlandse webshop zich kan laten registreren, of via een tussenpersoon, in één van de lidstaten van de Europese Unie en hierdoor een IOSS-identitificatienummer ontvangt.
Bij de verkoop op afstand zal de buitenlandse verkoper (die over een IOSS-identifcatienummer beschikt) al BTW innen op de goederen die het verkoopt aan de particuliere consument (zonder BTW-nummer) in de Europese Unie. De hoogte van de BTW is dezelfde als die van het land van bestemming. Hierdoor dient er geen BTW meer betaald worden bij de invoer van de goederen. Dit komt goedkoper uit voor de particuliere consument omdat er ook geen bijkomende invoerformaliteiten meer dienen voldaan te worden.
Maandelijks dient de buitenlandse verkoper, of zijn tussenpersoon, maar één enkele aangifte en betaling in de lidstaat waar het geregistreerd is met zijn IOSS-identificatienummer. De BTW-autoriteiten zullen vervolgens de BTW naar de juiste lidstaat doorstorten en een maandelijkse lijst opmaken om zo controle mogelijk te maken.